# ASC
Acest articol se referă la parametrul farmacocinetic ASC. Pentru alte utilizări ale termenului, vezi ASC (dezambiguizare).
ASC (eng. AUC - Area Under the Curve) este un parametru farmacocinetic care reprezintă Aria de Sub Curba variației în timp a concentrației plasmatice a medicamentului. În general, parametrul este considerat o măsură a expunerii unei persoane la medicamentul respectiv.

## Utilizare ASC
ASC este utilizat în:
- calcularea biodisponibilității:

| {\displaystyle Bd\%={\frac {ASC_{X}}{ASC_{iv}}}\times 100} | - Bd - biodisponibilitatea medicamentului - ASCx - ASC pentru calea de administrare luată în considerație (ex. cale orală, cutanată, etc) - ASCiv - ASC pentru calea de administrare intravenoasă |

- calcularea clearance-ului plasmatic

| {\displaystyle Cl={\frac {D}{ASC}}} | - D - doza administrată - Cl - clearance plasmatic |

## Grafic

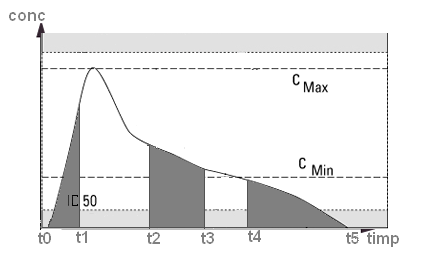
ASC este un parametru mai puțin influențat de modul de lucru. valoarea sa fiind suma ariilor trapezelor construite sub curbă

Cantitatea totală de substanță medicamentoasă din organism este dată de integrala concentrațiilor sanguine de la t0 la infinit, exprimată prin aria de sub curbă ASC
ASC0= ASC0t + ASCt
Datorită faptului ca numărul prelevărilor si concentrațiile sanguine detreminate sunt limitate ASC0t se calculează prin regula trapezelor.
ASC0t= {\displaystyle \sum \left[{\frac {C_{n+1}+C_{n}}{2}}\times (t_{n+1}-t_{n})\right]}
Suma este egală cu suma suprafețelor trapezelor trasate între 2 concentrații experimentale determinate la 2 timpi succesivi.

## Evaluarea parametrilor farmacocinetici în funcție de ASC

### Administrarea intravenoasă
ASC iv= {\displaystyle [{\frac {D}{Cl_{T}}}]}
D={\displaystyle {ASC_{i}v}\times Cl_{T}}
ASC = aria de sub curbă
D = doza medicamentului administrat
ClT= cleareance-ul total
unde:
Ct= concentrația la ultima prelevare
Ke = constanta vitezei de eliminare
{\displaystyle D={ASC_{i}v}\times Cl_{T}}
ASC = aria de sub curbă
D = doza medicamentului administrat
ClT= cleareance-ul total
{\displaystyle Cl_{t}={Ke}\times Vd={\frac {D}{ASC_{i}v}}} Vd = volumul de distribuție

### Administrarea extravasculară
{\displaystyle Cl_{t}={\frac {{F}\times D}{ASC_{e}v}}}
F= biodisponibilitatea absolută